# Nahverkehrs-Zweckverband Niederrhein
Der Nahverkehrs-Zweckverband Niederrhein (NVN) wurde aufgrund des Gesetzes über den öffentlichen Personennahverkehr in NRW (ÖPNVG NRW) vom 7. März 1995 in der Fassung vom 27. Januar 2004, durch das die zur Regionalisierung des Öffentlichen Personennahverkehrs auf EU- und Bundesebene geschaffene Rechtsgrundlage ergänzt wird, am 12. Dezember 1995 als Gebietskörperschaft gegründet. Der Nahverkehrs-Zweckverband Niederrhein ist ein Ergebnis der Bahnstrukturreform.
Zum 1. Januar 2008 wurde die Geschäftsstelle des Nahverkehrs-Zweckverbandes Niederrhein bei der Kreisverwaltung Wesel aufgelöst. Der Zweckverband besteht weiterhin, die Aufgaben werden nun allerdings von der Verkehrsverbund Rhein-Ruhr AöR mit übernommen.
Zum 1. Januar 2026 sollen die Kreise Wesel und Kleve in den Zweckverband VRR integriert und daraus folgend der NVN aufgelöst werden.

## Allgemeines

### Entstehung des Verbandes
Während die Aufgabenträgerschaft für den Straßenpersonennahverkehr (ÖSPV) den Kreisen und Kreisfreien Städten übertragen wurde, sind für die Wahrnehmung des Schienenpersonennahverkehrs (SPNV) Zweckverbände in den Kooperationsräumen gebildet worden. Für den Kooperationsraum 9 (Niederrhein) haben die Kreise Kleve und Wesel den Nahverkehrs-Zweckverband Niederrhein mit Sitz in Wesel gebildet. Die konstituierende Sitzung fand am 12. Dezember 1995 im Kreishaus Wesel statt.

### Daten und Fakten
- Verbandsgebiet: 2.273 km²
- Einwohner: 784.014
- Linien: RE 5, RE 10, RE 19, RB 31, RB 33 und RB 35
- Bahnhöfe/Haltepunkte: 27
- Länge des Schienennetzes: 148 km

Kooperationsraum 9

- Fahrgäste: 11,7 Millionen jährlich
- Verkehrsleistung: 3,09 Millionen Fahrzeugkilometer jährlich
- Bestellvolumen SPNV: 23 Millionen Euro jährlich

### Aufgaben
Der Zweckverband nimmt folgende Aufgaben wahr:
- Planung, Organisation und Ausgestaltung des Schienenpersonennahverkehrs (SPNV) im Verbandsgebiet
- Bildung eines Gemeinschaftstarifs, Schaffung einheitlicher Beförderungsbedingungen und Koordinierung des Verkehrsangebotes im Öffentlichen Personennahverkehr
- Koordination der von den Kreisen Kleve und Wesel aufzustellenden Nahverkehrspläne
- Aufstellen eines Nahverkehrsplanes für den Zweckverband

Die Zweckverbandssatzung enthält die Option, dass die Verbandsmitglieder weitere Aufgaben auf den Zweckverband übertragen können, insbesondere Planung, Organisation und Ausgestaltung des Straßenpersonennahverkehrs im Verbandsgebiet oder auch in Teilen des Verbandsgebiets.

### Mitgliedschaften
Der Nahverkehrs-Zweckverband Niederrhein ist Mitglied in der Agentur Nahverkehr NRW GmbH und der Bundesarbeitsgemeinschaft der SPNV-Aufgabenträger.

## Organe des Zweckverbandes

### Verbandsversammlung
Als politisches Gremium des Nahverkehrs-Zweckverbands trifft die Verbandsversammlung alle wichtigen Entscheidungen über die Ausgestaltung des Schienenpersonennahverkehrs am Niederrhein.
Verbandsmitglieder des Nahverkehrs-Zweckverbands Niederrhein sind die Kreise Kleve und Wesel, die in der Verbandsversammlung durch je neun Mitglieder vertreten sind.

### Verbandsvorsteher, Geschäftsstelle
Der Verbandsvorsteher führt die Geschäfte des Zweckverbands. Er bereitet die Beschlüsse der Verbandsversammlung vor und vertritt den Zweckverband nach außen. Für die Aufgabenerledigung bedient er sich der Geschäftsstelle, die ihren Sitz im Kreishaus Wesel hatte.

### Beiräte
Für den Kreis Kleve und für den Kreis Wesel ist je ein regionaler Beirat gebildet worden. Die kreisangehörigen Städte und Gemeinden haben je einen Vertreter hierfür benannt. Dem Beirat für den Kreis Wesel gehören außerdem die Gleichstellungsbeauftragte des Kreises Wesel und ein Vertreter des PRO-BAHN-Regionalverbands Niederrhein an. Die Beschlüsse haben für die Verbandsversammlung empfehlenden Charakter.

## Nahverkehrsplan
Im Dezember 1997 wurde der Nahverkehrsplan von der Verbandsversammlung verabschiedet. Er beinhaltet eine Vielzahl von Maßnahmen, die zur Verbesserung des Schienenpersonennahverkehrs beitragen sollen.

## Verkehr

### Integraler Taktfahrplan
In mehreren Stufen zum 24. Mai 1998, 30. Mai 1999 und 15. Dezember 2002 wurde der Integrale Taktfahrplan (ITF) in Nordrhein-Westfalen eingeführt und weiterentwickelt. In den beiden Niederrhein-Kreisen werden seitdem 3,09 Millionen Zugkilometer gefahren, 27 % mehr als bei der Übernahme der Bestellereigenschaft am 1. Januar 1996.

### Grenzüberschreitende Schienenpersonennahverkehrs-Verbindungen
Unter Federführung der Stadt Emmerich mit finanzieller Unterstützung der Euregio, der niederländischen und der deutschen Seite wurde eine Verkehrsuntersuchung in Auftrag gegeben mit dem Ziel, wieder eine Schienenpersonennahverkehrsverbindung zwischen Emmerich und Arnheim herzustellen.
Ab dem 10. Dezember 2005 wurde auf zwei Jahre befristet von dem Nahverkehrsunternehmen Syntus ein Probebetrieb durchgeführt. An allen Wochenenden werden morgens und nachmittags je zwei Fahrten zwischen Emmerich und Arnheim angeboten.

### Verkehrsvertrag mit der DB Regio NRW
Auf Beschluss der Verbandsversammlung vom 29. Juli 2003 wurde, rückwirkend ab 1. Januar 2004 ein neuer Verkehrsvertrag mit der DB Regio NRW abgeschlossen. Eckpunkte dieses Vertrages sind:
Tarifgestaltung
Das Tarifgestaltungsrecht liegt ausschließlich bei den Verkehrsunternehmen, die sich im Kooperationsraum 9 in der Verkehrsgemeinschaft Niederrhein (VGN) zusammengeschlossen hatten. Seit dem 1. Januar 2012 gilt auch in den Kreisgebieten Kleve und Wesel der VRR-Tarif.
Wettbewerb
Die Eisenbahnstrecke Xanten – Duisburg (Kursbuchstrecke 498) wurde im Jahr 2005 in den Wettbewerb gestellt mit dem Ziel der Betriebsaufnahme im Jahr 2008.
Laufzeit
Der Vertrag hat eine Laufzeit von 15 Jahren. Das Einnahmerisiko liegt bei der DB Regio NRW.
Leistungsangebot, Finanzierung, Fonds
Das von der DB Regio NRW zu erbringende Leistungsangebot entspricht mit 3,08 Millionen Zug-km den Vorgaben des SPNV-Finanzierungsplanes des Landes NRW.
Das Leistungsangebot im SPNV-Bereich wird grundsätzlich mit den vom Land zur Verfügung gestellten Transfermitteln finanziert.
Für Mehrleistungen nach dem Fahrplanangebot und für Sonderleistungen (z. B. bei Veranstaltungen) stellt die DB Regio NRW dem NVN ein jährliches Finanzierungsvolumen von 150.000 Euro zur Verfügung.
Qualitätsstandards, Gewährleistungssystem
Im Interesse der Fahrgäste wurden für verschiedene kundennahe Kriterien Qualitätsstandards vereinbart. Das gilt für die Bereiche Pünktlichkeit, Zustand der Fahrzeuge, Sitzplatzkapazität, Fahrgastinformation, Schienenersatzverkehre, Personale im Zug, Beschwerdemanagement, Vertrieb und Zustand der Bahnstationen.
Es wird ein neues Gewährleistungssystem eingeführt. Hierfür sind nicht nur die objektiv messbaren Kriterien, sondern auch subjektive Kriterien maßgebend. Ziel dieser Qualitätskriterien ist es, den Fahrgästen im Bereich des NVN die gleiche Qualität zu gewährleisten wie im VRR.
Fahrzeuge
Hier soll in zeitlichen Abständen ein sogenanntes Re-Design durchgeführt werden, bei dem z. B. die Innenausstattung den Neufahrzeugen angepasst wird.

### Bahnhöfe und Haltepunkte
Im Verbandsgebiet wurden die Bahnhöfe und Haltepunkte an der Kursbuchstrecke 495 Kleve-Krefeld modernisiert. Die Bahnsteige haben jetzt eine Höhe von 76 Zentimetern, Beleuchtung, Beschilderung, Info-Vitrinen, Telefone, Uhr, Lautsprecher, Wetterschutz und Abfallbehälter sowie Notrufsäulen und Videoüberwachung.

## Tarif

### Bus-/Schiene-Gemeinschaftstarif
Zwecks Einführung des Bus-/Schiene-Gemeinschaftstarifs zum 1. Juni 1999 wurde am 18. Februar 1999 auf Beschluss der Verbandsversammlung vom 15. Dezember 1998 ein Kooperationsvertrag mit der Verkehrsgemeinschaft Niederrhein (VGN) abgeschlossen. Seitdem gelten einheitliche Tarife und Beförderungsbedingungen im Gebiet der VGN nicht mehr nur für den Straßenpersonennahverkehr, sondern auch im Schienenpersonennahverkehr. Gleichzeitig wurde der VGN die Anwendung, Fortentwicklung und technische Ausführung des Gemeinschaftstarifs übertragen.
Seit dem 1. Januar 2012 gilt der VRR-Tarif.

### NRW-Tarif
Zum 1. August 2004 trat ein landesweiter Tarif als Ergänzung zu den bisherigen neun regionalen NRW-Tarifverbünden in Kraft.